# Caroline Ellen Furness
Caroline Ellen Furness   (Cleveland, 24 de juny de 1869 - Nova York, 9 de febrer de 1936) va ser una astrònoma estatunidenca que va ensenyar al Vassar College a principis del segle xx. Va estudiar amb Mary Watson Whitney al Vassar College i va ser la primera dona a obtenir un doctorat en astronomia a Columbia.
Furness va néixer el 24 de juny de 1869 a Cleveland, Ohio. El seu pare era professor de ciències de secundària i va animar el seu primer interès per la ciència. Es va graduar a Vassar el 1887 i va seguir els passos del seu pare convertint-se en professora de ciències de secundària, però el seu veritable interès era la investigació i després de tres anys va tornar a Vassar com a assistenta d'investigació de Mary Watson Whitney. Amb Whitney va participar en un programa d'observació de cometes i planetes de gairebé una dècada. El 1896 va començar a treballar a la Universitat de Colúmbia amb Harold Jacoby i va publicar la seva dissertació de doctorat Catalogue of stars within one degree of the North pole and optical distortion of the Helsingfors astro-photographic telescope deduced from photographic measures (Catàleg d'estrelles dins d'un grau del pol nord i distorsió òptica del telescopi astrofotogràfic Helsingfors deduïda a partir de mesures fotogràfiques) allà el 1900. El 1903 va tornar a Vassar com a instructora.
Va col·laborar en observacions d'estrelles variables amb Whitney des de 1909 fins a 1911. El 1915, va ser autora del llibre de text autoritzat Introduction to the Study of Variable Stars (Introducció a l'estudi d'estrelles variables).
Es va convertir en fellow de la Royal Astronomical Society el 1922.
Va morir el 9 de febrer de 1936 a la ciutat de Nova York.
Va ser una defensora de l'educació de les dones, especialment en altres països; va escriure diversos articles sobre la situació de l'educació superior de les dones al Japó; va ser un membre important de la branca local de l'Aliança Nacional de Dones Unitàries.